# EHF Liga Mistrzów 2013/2014 (grupa C)
EHF Liga Mistrzów 2013/2014 - rozgrywki i tabela grupy C
| Lp. | Drużyna            | M  | Mecze | Mecze | Mecze | Bramki | Bramki | Bramki | Pkt |
| Lp. | Drużyna            | M  | W     | R     | P     | +      | −      | +/−    | Pkt |
| --- | ------------------ | -- | ----- | ----- | ----- | ------ | ------ | ------ | --- |
| 1.  | FC Barcelona       | 10 | 8     | 1     | 1     | 348    | 256    | +92    | 17  |
| 2.  | Paris SG Handball  | 10 | 6     | 1     | 3     | 315    | 288    | +27    | 13  |
| 3.  | RK Metalurg Skopje | 10 | 5     | 2     | 3     | 256    | 265    | −9     | 12  |
| 4.  | RK Wardar Skopje   | 10 | 4     | 2     | 4     | 269    | 263    | +6     | 10  |
| 5.  | Dynama Mińsk       | 10 | 3     | 1     | 6     | 266    | 295    | −29    | 7   |
| 6.  | Wacker Thun        | 10 | 0     | 1     | 9     | 242    | 329    | −87    | 1   |

| Gospodarz \ Gość   | BAR   | PSG   | VAR   | THU   | DYM   | MET   |
| FC Barcelona       |       | 38:28 | 30:23 | 45:26 | 35:25 | 35:17 |
| Paris SG Handball  | 29:33 |       | 35:25 | 38:24 | 34:30 | 32:29 |
| RK Wardar Skopje   | 29:29 | 24:24 |       | 32:25 | 30:22 | 18:26 |
| Wacker Thun        | 23:39 | 28:34 | 24:37 |       | 26:30 | 22:23 |
| Dynama Mińsk       | 25:35 | 29:35 | 26:24 | 27:20 |       | 23:23 |
| RK Metalurg Skopje | 31:29 | 28:26 | 22:27 | 24:24 | 33:29 |       |

| 21 września 2013 | Paris SG Handball | 34:30   | Dynama Mińsk       |                                                                                            |
| 16:00            | Luc Abalo 8       | (12:11) | 7 Serhij Szelmenko | Stade Pierre de Coubertin, Paryż Widzów: 2700 Sędzia: Jan Erik Leandersson Mikael Lindroos |
| 16:00            | 4× · 3×           | (12:11) | 5× · 3×            | Stade Pierre de Coubertin, Paryż Widzów: 2700 Sędzia: Jan Erik Leandersson Mikael Lindroos |

| 21 września 2013 | Wacker Thun    | 22:23  | RK Metalurg Skopje  |                                                                                                  |
| 16:30            | Jonas Dähler 5 | (9:13) | 7 Naumcze Mojsowski | Sporthalle Wankdorf, Berno Widzów: 1454 Sędzia: Dennis Engkebølle Stenrand Anders Kaerlund Birch |
| 16:30            | 6× · 3×        | (9:13) | 4× · 3× · 1×        | Sporthalle Wankdorf, Berno Widzów: 1454 Sędzia: Dennis Engkebølle Stenrand Anders Kaerlund Birch |

| 21 września 2013 | RK Wardar Skopje | 29:29   | FC Barcelona       |                                                                   |
| 18:15            | Timur Dibirow 8  | (15:19) | 8 Siarhiej Rutenka | SRC Kale, Skopje Widzów: 6963 Sędzia: Václav Horáček Jiří Novotný |
| 18:15            | 5× · 3×          | (15:19) | 1× · 3×            | SRC Kale, Skopje Widzów: 6963 Sędzia: Václav Horáček Jiří Novotný |

| 25 września 2013 | Dynama Mińsk       | 26:24   | RK Wardar Skopje |                                                                              |
| 19:00            | Serhij Szelmenko 6 | (11:11) | 6 Timur Dibirow  | Minsk Sports Palace, Mińsk Widzów: 3360 Sędzia: Holger Fleisch Jürgen Rieber |
| 19:00            | 4× · 3×            | (11:11) | 6× · 3×          | Minsk Sports Palace, Mińsk Widzów: 3360 Sędzia: Holger Fleisch Jürgen Rieber |

| 28 września 2013 | FC Barcelona                         | 45:26   | Wacker Thun   |                                                                               |
| 16:15            | Nikola Karabatić 6 · Kirił Łazarow 6 | (21:14) | 7 Luca Linder | Palau Blaugrana, Barcelona Widzów: 1589 Sędzia: Leif Poulsen Henrik Mortensen |
| 16:15            | 4× · 3×                              | (21:14) | 7× · 3×       | Palau Blaugrana, Barcelona Widzów: 1589 Sędzia: Leif Poulsen Henrik Mortensen |

| 28 września 2013 | RK Metalurg Skopje | 28:26   | Paris SG Handball |                                                                                                  |
| 18:00            | Renato Vugrinec 9  | (12:12) | 5 Fahrudin Melić  | Centrum sportowe „Boris Trajkowski”, Skopje Widzów: 6963 Sędzia: Oyvind Togstad Rune Kristiansen |
| 18:00            | 3× · 2×            | (12:12) | 3× · 3×           | Centrum sportowe „Boris Trajkowski”, Skopje Widzów: 6963 Sędzia: Oyvind Togstad Rune Kristiansen |

| 10 października 2013 | Dynama Mińsk    | 27:20  | Wacker Thun     |                                                                               |
| 19:00                | Damir Doborac 7 | (14:8) | 5 Fabian Studer | Minsk Sports Palace, Mińsk Widzów: 3360 Sędzia: Robert Schulze Tobias Tönnies |
| 19:00                | 3× · 3×         | (14:8) | 3× · 3×         | Minsk Sports Palace, Mińsk Widzów: 3360 Sędzia: Robert Schulze Tobias Tönnies |

| 12 października 2013 | FC Barcelona    | 35:17  | RK Metalurg Skopje |                                                                                     |
| 16:15                | Kirił Łazarow 9 | (17:5) | 6 Renato Vugrinec  | Palau Blaugrana, Barcelona Widzów: 1869 Sędzia: Bartosz Leszczyński Marcin Piechota |
| 16:15                | 2× · 3×         | (17:5) | 6× · 3×            | Palau Blaugrana, Barcelona Widzów: 1869 Sędzia: Bartosz Leszczyński Marcin Piechota |

| 13 października 2013 | RK Wardar Skopje   | 24:24  | Paris SG Handball |                                                                           |
| 19:00                | Michaił Czipurin 6 | (9:12) | 7 Mikkel Hansen   | SRC Kale, Skopje Widzów: 6900 Sędzia: Sorin-Laurentiu Dinu Constantin Din |
| 19:00                | 3× · 3×            | (9:12) | 7× · 3× · 1×      | SRC Kale, Skopje Widzów: 6900 Sędzia: Sorin-Laurentiu Dinu Constantin Din |

| 19 października 2013 | Wacker Thun    | 24:37   | RK Wardar Skopje   |                                                                               |
| 17:30                | Borna Franić 6 | (11:19) | 7 Alex Dujszebajew | Sporthalle Wankdorf, Berno Widzów: 1625 Sędzia: Duarte Santos Ricardo Fonseca |
| 17:30                | 5× · 3×        | (11:19) | 6× · 3×            | Sporthalle Wankdorf, Berno Widzów: 1625 Sędzia: Duarte Santos Ricardo Fonseca |

| 20 października 2013 | Paris SG Handball              | 29:33   | FC Barcelona       |                                                                                 |
| 17:00                | Luc Abalo 6 · Fahrudin Melić 6 | (17:17) | 8 Siarhiej Rutenka | Stade Pierre de Coubertin, Paryż Widzów: 4000 Sędzia: Lars Geipel Marcus Helbig |
| 17:00                | 4× · 3× · 1×                   | (17:17) | 5× · 3×            | Stade Pierre de Coubertin, Paryż Widzów: 4000 Sędzia: Lars Geipel Marcus Helbig |

| 20 października 2013 | RK Metalurg Skopje  | 33:29   | Dynama Mińsk      |                                                                                              |
| 18:00                | Naumcze Mojsowski 7 | (20:18) | 7 Dzianis Rutenka | Centrum sportowe „Boris Trajkowski”, Skopje Widzów: 6963 Sędzia: Csaba Dobrovits Peter Tajok |
| 18:00                | 2× · 1×             | (20:18) | 3× · 3×           | Centrum sportowe „Boris Trajkowski”, Skopje Widzów: 6963 Sędzia: Csaba Dobrovits Peter Tajok |

| 14 listopada 2013 | Dynama Mińsk      | 25:35   | FC Barcelona       |                                                                                |
| 19:00             | Maksim Babiczew 6 | (15:16) | 8 Siarhiej Rutenka | Minsk Sports Palace, Mińsk Widzów: 15320 Sędzia: Matija Gubica Boris Milošević |
| 19:00             | 3× · 3×           | (15:16) | 2× · 3×            | Minsk Sports Palace, Mińsk Widzów: 15320 Sędzia: Matija Gubica Boris Milošević |

| 14 listopada 2013 | RK Metalurg Skopje | 22:27  | RK Wardar Skopje |                                                                                             |
| 20:00             | Pawieł Atman 7     | (9:14) | 8 Timur Dibirow  | Centrum sportowe „Boris Trajkowski”, Skopje Widzów: 6963 Sędzia: Martin Gjeding Mads Hansen |
| 20:00             | 5× · 3×            | (9:14) | 7× · 3×          | Centrum sportowe „Boris Trajkowski”, Skopje Widzów: 6963 Sędzia: Martin Gjeding Mads Hansen |

| 17 listopada 2013 | Wacker Thun    | 28:34   | Paris SG Handball |                                                                                |
| 17:00             | Reto Friedli 6 | (10:16) | 7 Fahrudin Melić  | Sporthalle Wankdorf, Berno Widzów: 2100 Sędzia: Kursad Erdogan Ibrahim Ozdeniz |
| 17:00             | 2× · 3×        | (10:16) | 3× · 2×           | Sporthalle Wankdorf, Berno Widzów: 2100 Sędzia: Kursad Erdogan Ibrahim Ozdeniz |

| 23 listopada 2013 | FC Barcelona       | 35:25  | Dynama Mińsk      |                                                                                |
| 12:15             | Siarhiej Rutenka 7 | (13:9) | 5 Maksim Babiczew | Palau Blaugrana, Barcelona Widzów: 2342 Sędzia: Zigmars Stolarovs Renars Licis |
| 12:15             | 2× · 1×            | (13:9) | 3× · 2×           | Palau Blaugrana, Barcelona Widzów: 2342 Sędzia: Zigmars Stolarovs Renars Licis |

| 23 listopada 2013 | Paris SG Handball                            | 38:24   | Wacker Thun                       |                                                                                        |
| 18:00             | Luc Abalo 6 · Fahrudin Melić 6 · Igor Vori 6 | (22:11) | 5 Markus Hüsser · 5 Fabian Studer | Stade Pierre de Coubertin, Paryż Widzów: 3000 Sędzia: Radojko Brkic Andrei Jusufhodzic |
| 18:00             | 3× · 2×                                      | (22:11) | 3× · 3×                           | Stade Pierre de Coubertin, Paryż Widzów: 3000 Sędzia: Radojko Brkic Andrei Jusufhodzic |

| 24 listopada 2013 | RK Wardar Skopje | 18:26   | RK Metalurg Skopje                      |                                                                 |
| 18:00             | Timur Dibirow 5  | (12:10) | 8 Naumcze Mojsowski · 8 Renato Vugrinec | SRC Kale, Skopje Widzów: 6963 Sędzia: Lars Geipel Marcus Helbig |
| 18:00             | 4× · 3×          | (12:10) | 3× · 3×                                 | SRC Kale, Skopje Widzów: 6963 Sędzia: Lars Geipel Marcus Helbig |

| 30 listopada 2013 | FC Barcelona    | 30:23   | RK Wardar Skopje |                                                                              |
| 16:15             | Kirił Łazarow 7 | (14:11) | 6 Matjaž Brumen  | Palau Blaugrana, Barcelona Widzów: 1929 Sędzia: Jonas Eliasson Anton Palsson |
| 16:15             | 3× · 3×         | (14:11) | 6× · 3×          | Palau Blaugrana, Barcelona Widzów: 1929 Sędzia: Jonas Eliasson Anton Palsson |

| 1 grudnia 2013 | Dynama Mińsk   | 29:35   | Paris SG Handball  |                                                                               |
| 17:00          | Uroš Bundalo 7 | (14:19) | 8 Mladen Bojinović | Minsk Sports Palace, Mińsk Widzów: 3490 Sędzia: Nenad Nikolić Dušan Stojković |
| 17:00          | 3× · 3×        | (14:19) | 5× · 3×            | Minsk Sports Palace, Mińsk Widzów: 3490 Sędzia: Nenad Nikolić Dušan Stojković |

| 1 grudnia 2013 | RK Metalurg Skopje | 24:24   | Wacker Thun             | |
| 18:00          | Renato Vugrinec 7  | (11:14) | 8 Lukas von Deschwanden | Centrum sportowe „Boris Trajkowski”, Skopje Widzów: 5500 Sędzia: Andrej Kaveshnikov Petr Plotnikov |
| 18:00          | 3× · 3×            | (11:14) | 5× · 2×                 | Centrum sportowe „Boris Trajkowski”, Skopje Widzów: 5500 Sędzia: Andrej Kaveshnikov Petr Plotnikov |

| 8 lutego 2014 | Wacker Thun             | 23:39   | FC Barcelona    |                                                                                    |
| 16:30         | Lukas von Deschwanden 5 | (13:17) | 7 Kirił Łazarow | Sporthalle Wankdorf, Berno Widzów: 2400 Sędzia: Michal Badura Jaroslav Ondogrecula |
| 16:30         | 5× · 3×                 | (13:17) | 2× · 2×         | Sporthalle Wankdorf, Berno Widzów: 2400 Sędzia: Michal Badura Jaroslav Ondogrecula |

| 8 lutego 2014 | Paris SG Handball | 32:29   | RK Metalurg Skopje                     | |
| 18:00         | Mikkel Hansen 8   | (16:12) | 6 Goce Georgiewski · 6 Renato Vugrinec | Stade Pierre de Coubertin, Paryż Widzów: 2100 Sędzia: Dennis Engkebølle Stenrand Anders Kaerlund Birch |
| 18:00         | 6× · 2× · 1×      | (16:12) | 3× · 3×                                | Stade Pierre de Coubertin, Paryż Widzów: 2100 Sędzia: Dennis Engkebølle Stenrand Anders Kaerlund Birch |

| 8 lutego 2014 | RK Wardar Skopje | 30:22   | Dynama Mińsk                        |                                                                                            |
| 18:00         | Timur Dibirow 8  | (14:11) | 7 Ivan Ninčević · 7 Dzianis Rutenka | Centrum sportowe „Boris Trajkowski”, Skopje Widzów: 6963 Sędzia: Shlomo Cohen Yoram Peretz |
| 18:00         | 1× · 3× · 1×     | (14:11) | 4× · 3×                             | Centrum sportowe „Boris Trajkowski”, Skopje Widzów: 6963 Sędzia: Shlomo Cohen Yoram Peretz |

| 15 lutego 2014 | FC Barcelona    | 38:28  | Paris SG Handball                           |                                                                            |
| 16:15          | Víctor Tomás 10 | (19:9) | 5 Antonio García Robledo · 5 Jeffrey M'tima | Palau Blaugrana, Barcelona Widzów: 6702 Sędzia: Martin Gjeding Mads Hansen |
| 16:15          | 4× · 3×         | (19:9) | 2× · 3×                                     | Palau Blaugrana, Barcelona Widzów: 6702 Sędzia: Martin Gjeding Mads Hansen |

| 16 lutego 2014 | Dynama Mińsk                      | 23:23   | RK Metalurg Skopje                 |                                                                                |
| 16:00          | Dean Bombač 4 · Dzianis Rutenka 4 | (13:11) | 5 Goce Ojleski · 5 Renato Vugrinec | Minsk Sports Palace, Mińsk Widzów: 3140 Sędzia: Peter Brunovsky Vladimir Canda |
| 16:00          | 4× · 3×                           | (13:11) | 4× · 3×                            | Minsk Sports Palace, Mińsk Widzów: 3140 Sędzia: Peter Brunovsky Vladimir Canda |

| 16 lutego 2014 | RK Wardar Skopje | 32:25   | Wacker Thun             |                                                                                         |
| 18:00          | Igor Karačić 6   | (17:11) | 8 Lukas von Deschwanden | Centrum sportowe „Boris Trajkowski”, Skopje Widzów: 5000 Sędzia: Jiri Opava Pavel Valek |
| 18:00          | 2× · 3×          | (17:11) | 4× · 3×                 | Centrum sportowe „Boris Trajkowski”, Skopje Widzów: 5000 Sędzia: Jiri Opava Pavel Valek |

| 22 lutego 2014 | Paris SG Handball                      | 35:25   | RK Wardar Skopje |                                                                                 |
| 18:00          | Luc Abalo 5 · Antonio García Robledo 5 | (15:12) | 7 Igor Karačić   | Stade Pierre de Coubertin, Paryż Widzów: 2300 Sędzia: Lars Geipel Marcus Helbig |
| 18:00          | 2× · 3×                                | (15:12) | 4× · 3×          | Stade Pierre de Coubertin, Paryż Widzów: 2300 Sędzia: Lars Geipel Marcus Helbig |

| 23 lutego 2014 | Wacker Thun             | 26:30   | Dynama Mińsk     |                                                                                 |
| 17:30          | Lukas von Deschwanden 7 | (11:13) | 10 Ivan Ninčević | Sporthalle Wankdorf, Berno Widzów: 1800 Sędzia: Oyvind Togstad Rune Kristiansen |
| 17:30          | 4× · 3×                 | (11:13) | 3× · 3×          | Sporthalle Wankdorf, Berno Widzów: 1800 Sędzia: Oyvind Togstad Rune Kristiansen |

| 23 lutego 2014 | RK Metalurg Skopje | 31:29   | FC Barcelona       |                                                                                                 |
| 18:00          | Luka Cindrić 7     | (15:11) | 7 Nikola Karabatić | Centrum sportowe „Boris Trajkowski”, Skopje Widzów: 6963 Sędzia: Evgenij Zotin Nikolaj Volodkov |
| 18:00          | 6× · 3×            | (15:11) | 3× · 2×            | Centrum sportowe „Boris Trajkowski”, Skopje Widzów: 6963 Sędzia: Evgenij Zotin Nikolaj Volodkov |